# Talakag
Talakag est une municipalité des Philippines située dans l'ouest de la province de Bukidnon, sur l'île de Mindanao.

## SUbdivisions
Talakag est divisée en 29 barangays :
- Basak
- Baylanan
- Cacaon
- Colawingon
- Cosina
- Dagumbaan
- Dagundalahon
- Dominorog
- Lapok
- Indulang
- Lantud
- Liguron
- Lingi-on
- Lirongan
- Santo Niño (Lumbayawa)
- Miarayon
- Barangay 1 (Pob.)
- Barangay 2 (Pob.)
- Barangay 3 (Pob.)
- Barangay 4 (Pob.)
- Barangay 5 (Pob.)
- Sagaran
- Salucot
- San Antonio
- San Isidro
- San Miguel
- San Rafael
- Tagbak
- Tikalaan